# Адолф III фон Марк
Адолф III фон Марк (на немски: Adolf von der Mark; * ок. 1334, † 7 септември 1394, Клеве) е от 1357 до 1363 г. епископ на Мюнстер (като Адолф I), от 1363 до 1364 г. архиепископ на Кьолн (като Адолф II), от 1368 г. граф на Клеве (като Адоф I) и от 1391 г. регент на графство Марк.

## Произход и младост
Адолф е вторият син на граф Адолф II фон Марк († 1347) и съпругата му Маргарета фон Клеве († сл. 1348). По-големият му брат е Енгелберт III фон Марк.
Той е определен за духовническа кариера и расте в двора на чичо си Енгелберт, епископът на Лиеж.

## Управление
Адолф става през 1348 г. ръководител на катедралата в Кьолн и през 1351 г. на Лиеж.
От 1353 до 1357 г. той следва канонично право в Монпелие. На 16 ноември 1357 г. Адолф е назначен от папа Урбан V за епископ на Мюнстер във Вестфалия и на 21 юни 1363 г. е избран за архиепископ на Кьолн.
След смъртта на бездетния му далечен чичо граф Йохан фон Клеве през 1368 г. той успява да го наследи в Клеве. След смъртта на брат му граф Енгелберт III фон Марк през 1391 г., който няма мъжки наследник, Адолф получава Графство Марк, което през 1393 г. дава на втория си син Дитрих II.
Адолф умира на 7 септември 1394 г. и е погребан в манастирската църква на Клеве. В графството Клеве го последва най-големият му син Адолф II.

## Фамилия
Адолф се жени през 1369 г. за Маргарета фон Юлих († 1425), дъщеря на граф Герхард фон Берг. Те имат децата:
- Адолф II (* 1373; † 1448), граф на Клеве
- Дитрих II (* 1374; † 1398), граф на Марк
- Герхард († 1461), от 1430 граф на Марк
- Хайнрих (умира млад)
- Валтер (умира млад)
- Йохан (умира млад)
- Вилхелм (умира млад)
- Маргарета (* ок. 1375, † 1411), омъжва се през 1394 г. за Албрехт I Баварски († 1404), херцог на Щраубинг-Холандия, син на император Лудвиг IV Баварски
- Минта (умира млада)
- Елизабет (* ок. 1378, † сл. 1439), омъжва се I. 1393 за Рейнолд фон Валкенбург († 1396), II. 1401 за Стефан III фон Байерн-Инголщат († 1413)
- Йохана, абатиса на Хьорде († сл. 1415)
- Енгелберта († 1458), омъжва 1392 г. се за граф Фридрих IV фон Моерс († 1448)
- Катарина († 1459)
- Ирмгард
- две други умрели рано дъщери